# Damerna i Salerno

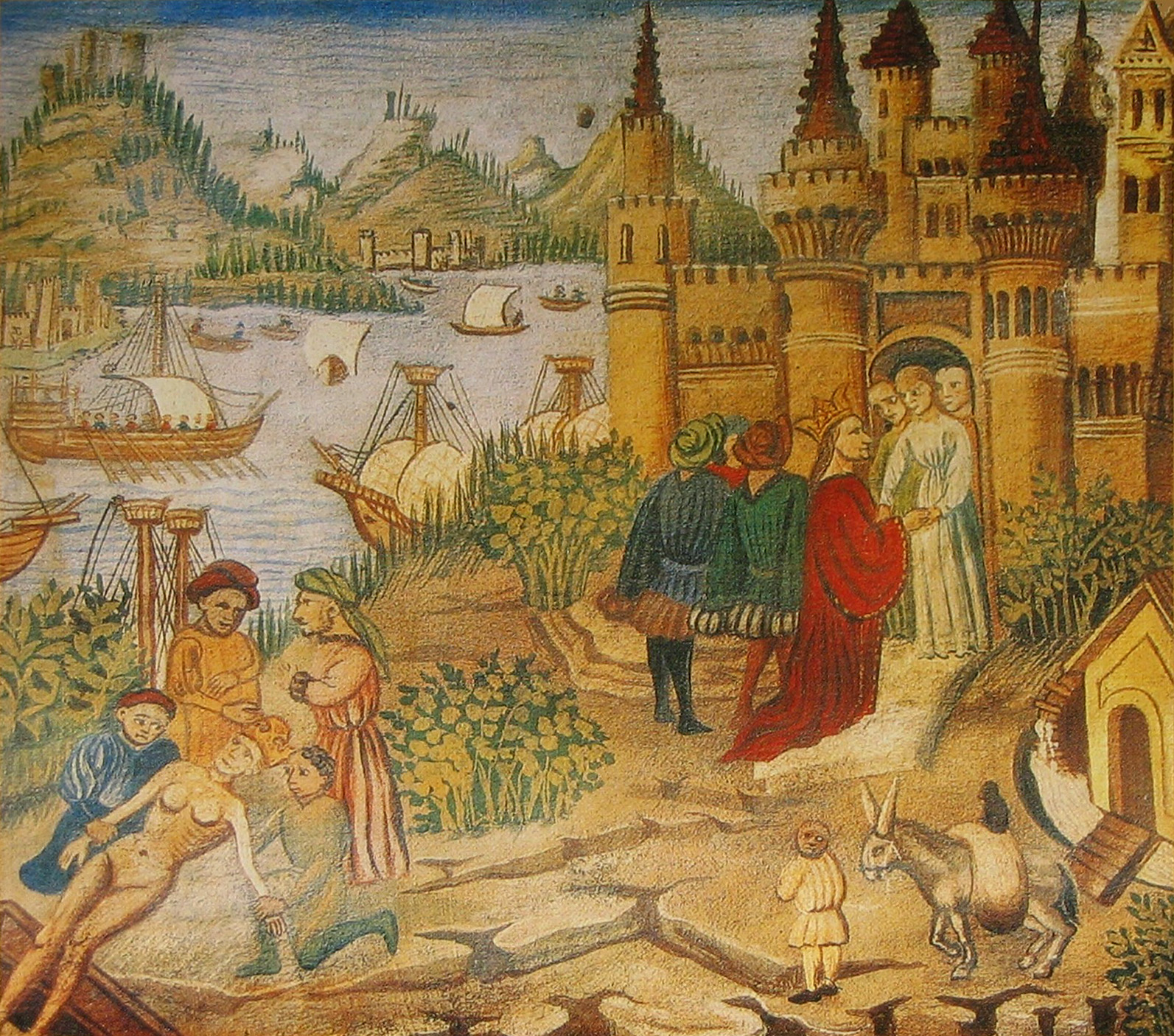
Salernoskolan.
Från den medicinska encyclopedin Qânûn av den persiske läkaren Avicenna omkring år 1000.

Damerna i Salerno eller kvinnorna i Salerno var en kollektiv benämning på de kvinnor som studerade medicin vid Salernoskolan under medeltiden i Salerno i Italien. 
Representanter för gruppen är känd för “De Passionibus Mulierum ante in et post partum”, som publicerades i Europa omkring år 1100 och anses ha bidragit till att höja synen på obstetrik och gynekologi som en del av medicinsk vetenskap i det medeltida Europa.

## Kända exempel
- Trotula di Ruggiero (ca 1100), författare av De curis mulierum
- Constance Calenda (1415)
- Rebecca Guarna (1200)
- Abella (1400-talet)
- Mercuriade (1300-talet)